# Seiko Group
Seiko Group  (セイコー・グループ?, Seikō Gurūpu) è un gruppo industriale giapponese formato dalle tre compagnie Seiko Holdings Corp. (Seiko), Seiko Instruments Inc. (SII) e Seiko Epson Corp (Epson). Sono tre società separate unite dal settore alta tecnologia in ambito meccatronico. Sebbene abbiano quote azionarie in comune incluse quelle riconducibili alla famiglia Hattori, le tre compagnie del Seiko Group non sono affiliate. Epson ha un suo marchio e raramente usa "Seiko".
Seiko Watch Corp., una sussidiaria di Seiko Holdings Corp., commercializza orologi SEIKO mentre Seiko Instruments Inc. e Seiko Epson Corp. produce i loro meccanismi.
Time Module (TMI), parte del Seiko Group, fu fondata nel 1987 con fondi della Seiko Watch Company, Seiko Instruments Inc., e Seiko Epson Corp. per fabbricare meccanismi di orologi.
Il 26 gennaio 2009, Seiko Holdings e Seiko Instruments annunciano la fusione delle due compagnie e il 1º ottobre 2009 attraverso uno scambio azionario si uniscono. Seiko Instruments diventa una sussidiaria controllata completamente da Seiko Holdings.
- Seiko Holdings Corporation (SEIKO, Borsa di Tokyo: TYO , sede: Tokyo)
  - Seiko Watch Corporation (commercializzazione orologi)
  - Seiko Clock Inc. (sviluppo e manifattura, vendita e riparazione di orologi)
  - Seiko Sports Life Co., Ltd. (golf club, cronometri, etc.)
  - Seiko Time Systems Inc. (system clocks, etc.)
  - Seiko Service Center Co., Ltd. (riparazione e servizio post vendita)
  - Seiko Business Services Inc. (amministrazione e risorse umane)
  - Seiko Precision Inc. (elettronica/micromeccatronica, stampanti, informatica, system clock e produzione sistemi, etc.)
  - Seiko NPC Corporation (semiconduttori)
  - Seiko Jewelry Co., Ltd. (gioielli)
  - Seiko Optical Products Co., Ltd. (occhiali da vista - lenti & montature)
  - Ohara Inc. (specialità lenti; Seiko al 32.2% Borsa di Tokyo: TYO )
  - Wako Co., Ltd. (upscale specialty retailer)
  - Cronos Inc. (upscale specialty retailer)
  - etc.
- Seiko Instruments Inc. (SII, sussidiaria di Seiko Holdings, sede: Chiba)
  - SII NanoTechnology Inc.
  - Morioka Seiko Instruments Inc.
  - SII Network Systems Inc.
  - SII Mobile Communications Inc.
  - SII Data Service Corp.
  - SII Printek Inc.
  - SII Microtechno Inc.
  - SII Micro Parts Ltd.
  - SII Micro Precision Inc.
  - Epolead Services Inc.
  - Seiko I Infotech Inc.
  - Seiko I Techno Research Co., Ltd.
  - Seiko EG&G Co., Ltd.
  - City Service Co., Ltd.
  - SII Crystal Technologies, Ltd.
  - etc.
- Seiko Epson Corporation (EPSON, Borsa di Tokyo: TYO , sede: Suwa, Nagano)
  - Epson Sales Japan Corporation
  - Epson Toyocom Corporation
  - Epson Direct Corporation
  - Epson Service Corporation
  - Epson Atmix Corporation
  - Epson Software Development Laboratory Inc.
  - Yasu Semiconductor Corporation
  - Seiko Epson Contact Lens Corporation
  - Seiko Lens Service Center Corporation
  - Epson Imaging Devices Corporation
  - Orient Watch Co. Ltd.
  - Trume Watch
  - etc.